# Epicypta testata
Epicypta testata är en tvåvingeart som beskrevs av Edwards 1925. Epicypta testata ingår i släktet Epicypta och familjen svampmyggor. Inga underarter finns listade i Catalogue of Life.